# Other Voices (The Doors-album)
Jim Morrison 1971-es halála után a zenekar három maradék tagja folytatta a zenélést és októberben kiadták az Other Voices (=más hangok) című nagylemezt. Ray Manzarek (billentyű) és Robby Krieger (gitár) vették át az énekesi szerepet.

## Számlista
minden dalt Robby Krieger, John Densmore és Ray Manzarek írtak
1. In the Eye of the Sun – 4:48
2. Variety Is the Spice of Life – 2:50
3. Ships w/ Sails – 7:38
4. Tightrope Ride – 4:15
5. Down on the Farm – 4:15
6. I'm Horny, I'm Stoned – 3:55
7. Wandering Musician – 6:25
8. Hang on to Your Life – 5:36

## Tagok
- John Densmore – dob
- Robbie Krieger – gitár, ének
- Ray Manzarek – billentyű, ének

Külső tagok
- Francisco Aguabella – ütősök a "Ships w/ Sails" és a  "Hang on to Your Life" című számokban
- Jack Conrad – basszusgitár az "In the Eye of the Sun", "Variety Is the Spice of Life" és a "Tightrope Ride" című számokban
- Wolfgang Melz – bőgő a "Hang on to Your Life" -ban
- Ray Neapolitan – bőgő a "Ships w/ Sails" -ban
- Emil Richards – marimba, kickshaws és whimwhams a "Down on the Farm" -ban
- Willie Ruff – bőgő a "Ships w/ Sails" -ben
- Jerry Scheff – bőgő az "I'm Horny, I'm Stoned" és a "Wandering Musician" -ben

## Gyártás
- Producerek: The Doors, Bruce Botnick
- Hangmérnök: Bruce Botnick
- Fotográfus: Ron Raffaelli

## Listák
Nagylemez
| Év   | Lista      | Helyezés |
| ---- | ---------- | -------- |
| 1971 | Pop Albums | 31       |

Kislemez
| Év   | Kislemez         | Lista       | Helyezés |
| ---- | ---------------- | ----------- | -------- |
| 1971 | "Tightrope Ride" | Pop Singles | 71       |